# Riekoperla williamsi
Riekoperla williamsi är en bäcksländeart som beskrevs av Mclellan 1971. Riekoperla williamsi ingår i släktet Riekoperla och familjen Gripopterygidae. Inga underarter finns listade i Catalogue of Life.